# Piotr Drzewiecki
Piotr Karol Drzewiecki (Chorzów, 1943. április 29. – Langenfeld, Németország, 2022. március 17.) válogatott lengyel labdarúgó, hátvéd.

## Pályafutása

### Klubcsapatban
1969 és 1980 között a Ruch Chorzów labdarúgója volt. Összesen 231 bajnoki mérkőzésen szerepelt és három gólt szerzett. Négy lengyel bajnoki címet és egy kupagyőzelmet ért el a csapattal.

### A válogatottban
1974-ben három alkalommal szerepelt a lengyel válogatottban.

## Sikerei, díjai
Ruch Chorzów
- Lengyel bajnokság
  - bajnok (4): 1967–68, 1973–74, 1974–75, 1978–79
- Lengyel kupa
  - győztes: 1974

## Statisztika

### Mérkőzései a lengyel válogatottban
| Lengyelország | Lengyelország       | Lengyelország               | Lengyelország | Lengyelország | Lengyelország | Lengyelország | Lengyelország | Lengyelország |
| #             | Dátum               | Helyszín                    | Hazai         | Eredmény      | Vendég        | Kiírás        | Gólok         | Esemény       |
| ------------- | ------------------- | --------------------------- | ------------- | ------------- | ------------- | ------------- | ------------- | ------------- |
| 1.            | 1974. szeptember 7. | Wrocław, Stadion Olimpijski | Lengyelország | 0 – 2         | Franciaország | barátságos    | -             |               |
| 2.            | 1974. október 9.    | Poznań, Július 22. Stadion  | Lengyelország | 3 – 0         | Finnország    | Eb-selejtező  | -             |               |
| 3.            | 1974. november 13.  | Prága, Stadion Letná        | Csehszlovákia | 2 – 2         | Lengyelország | barátságos    | -             |               |
|               | Összesen            |                             |               | 3             | mérkőzés      |               | 0             | gól           |